# Lill-Abborrtjärnen, Värmland
Lill-Abborrtjärnen är en sjö i Torsby kommun i Värmland och ingår i Göta älvs huvudavrinningsområde.